# Samantha Shannon

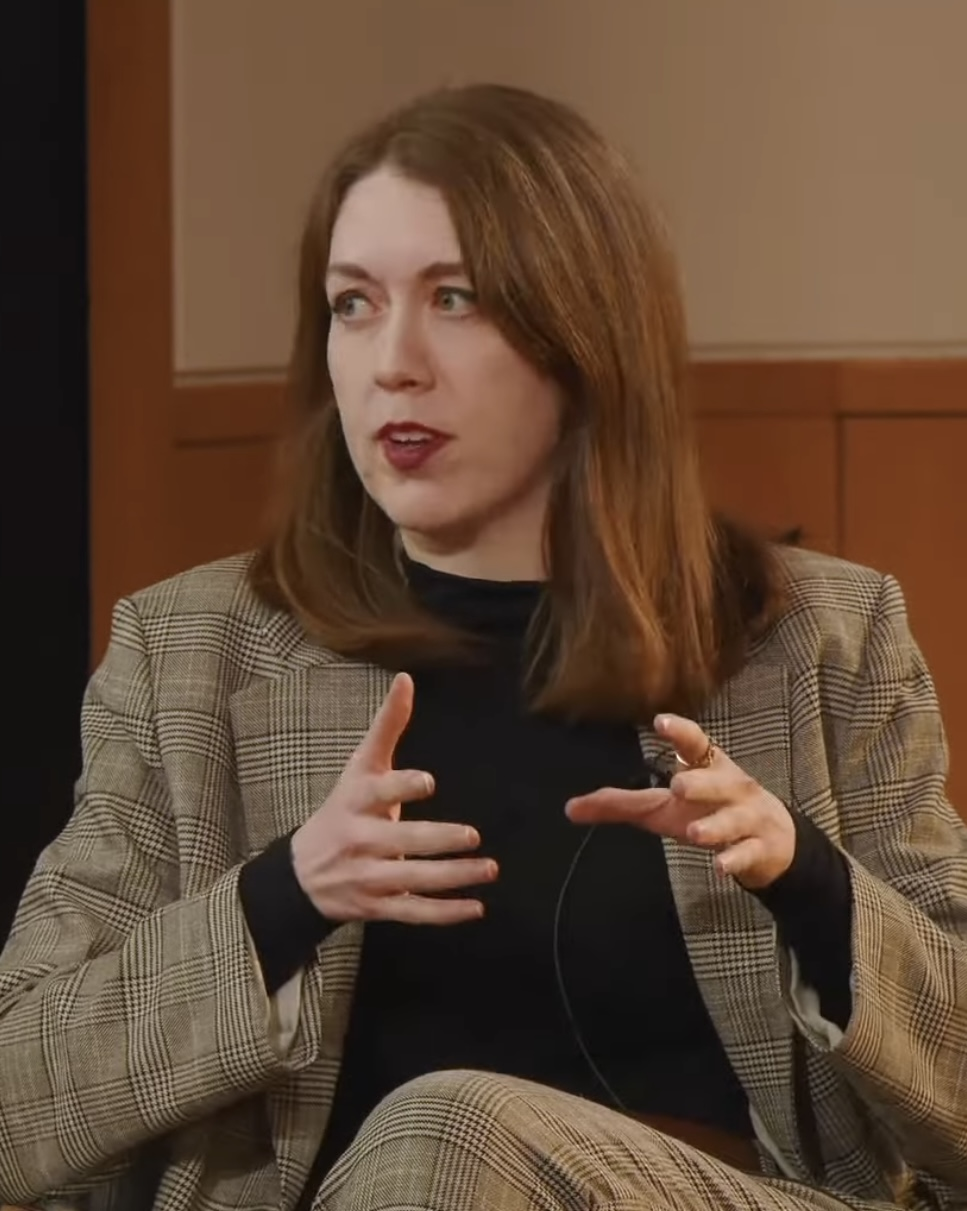
Samantha Shannon, 2024

Samantha Shannon (* 8. November 1991 in Hammersmith) ist eine britische Schriftstellerin. Sie wurde 2013 bekannt mit ihrem Debütroman The Bone Season, Teil einer geplanten siebenteiligen Serie. Ihre Werke fallen in die Genres Fantasy, Paranormal und Dystopien.

## Leben
Shannon wuchs in Ruislip, einem Vorort im Nordwesten von London auf. Im Alter von fünfzehn Jahren begann sie ihren ersten Versuch einer Romantrilogie unter dem Titel Aurora, der unveröffentlicht blieb. Nach ihrem Abschluss an der Bishop Ramsey School studierte Shannon Anglistik am St Anne’s College an der University of Oxford. Ihr Studium schloss sie im Jahr 2013 ab.
Unter dem Titel The Bone Season erschien am 20. August 2013 ihr Autorendebüt weltweit bei Bloomsbury Publishing die englischsprachige Ausgabe des ersten Bandes der gleichnamigen Fantasyreihe, die mit insgesamt sieben Teilen angekündigt wurde. Schon vor der Veröffentlichung erregte das Debüt viel Aufmerksamkeit in den englischsprachigen Medien. Shannon wird unter anderen mit J. K. Rowling verglichen – deren Harry-Potter-Reihe ebenfalls bei Bloomsbury erschien – was sie selbst nicht nur als vorteilhaft ansieht. Der Verlag soll für die Rechte an den ersten drei Teilen einen sechsstelligen Betrag als Vorschuss bezahlt haben.

## Privates
Shannon lebt in London. Sie bezeichnet sich selbst als sapphisch.

## The Bone Season
Hauptfigur in dem futuristischen Abenteuerroman, der im Jahr 2059 beginnt, ist die 19-jährige Paige Mahoney. Viele große Städte werden in der Zeit weltweit von dem Sicherheitsunternehmen Scion kontrolliert. Paige arbeitet als Botin in der Londoner Unterwelt für einen Mann namens Jaxon Hall in einer geheimen Zelle, die unter dem Namen „Sieben Siegel“ operiert. Die Arbeit, die sie verrichtet, ist ungewöhnlich. Als Traumwandlerin, eine seltene Art der Hellseherei, reist sie zwischen den Köpfen der Menschen hin und her und spioniert sie aus.
An einem regnerischen Tag verändert sich ihr Leben für immer. Angegriffen, entführt und unter Drogen gesetzt wird Paige in ein Gefängnis nach Oxford verschleppt – eine geheime Stadt, die vor zweihundert Jahren von der Landkarte verschwunden ist und jetzt von einer mächtigen andersartigen Rasse regiert wird. Paige wird in Sheol I Arcturus Mesarthim, dem Blutsgefährten von Nashira, auch genannt „der Wächter“, einem jungen Rephait mit goldenen Augen und honigfarbener Haut, unterstellt. Wenn Paige ihre Freiheit wiedererlangen will, muss sie etwas von seinem Geist und seinen eigenen mysteriösen Motiven in Erfahrung bringen.
Die Veröffentlichungsrechte wurden in mehr als zwanzig Länder (u. a. China, Thailand, Island) verkauft. Die deutschsprachigen Rechte liegen bei Bloomsbury Berlin, einem Teil des Berlin Verlages. Der erste Teil erschien in der deutschen Übersetzung von Charlotte Lungstrass-Kapfer unter dem Titel The Bone Season – Die Träumerin als E-Book am 1. Oktober 2013. Die gebundene Ausgabe folgte am 12. November 2013. Die Filmrechte erwarben die Londoner Imaginarium Studios. „Die dystopische Welt, die Samantha in The Bone Season schuf, bietet eine fantastische Kulisse für eine wirklich außergewöhnliche und spannende Erzählung“, teilte der Produzent Andy Serkis mit.

## Werke

### DieBone SeasonSerie
- The Bone Season – Die Träumerin. Bloomsbury Berlin, Berlin 2013, ISBN 978-3-8270-1171-8 (englisch: The Bone Season. London 2013. Übersetzt von Charlotte Lungstrass-Kapfer).
  - als Hörbuch: The Bone Season – Die Träumerin. gelesen von Laura Maire, Hörbuch Hamburg 2013, ISBN 978-3-86952-059-9.
- The Bone Season – Die Denkerfürsten. Bloomsbury Berlin, Berlin 2015, ISBN 978-3-8270-1230-2 (englisch: The Mime Order. London 2015. Übersetzt von Charlotte Lungstrass-Kupfer).
  - als Hörbuch: The Bone Season – Die Denkerfürsten. gelesen von Laura Maire, Hörbuch Hamburg 2015, ISBN 978-3-86952-262-3.
- The Song Rising. Bloomsbury, London 2018, ISBN 978-1-4088-7783-8 (englisch).
- The Mask Falling. Bloomsbury, London 2021, ISBN 978-1-4088-6557-6 (englisch).

#### Verwandte Werke
- On the Merits of Unnaturalness. Bloomsbury Academic, London 2016, ISBN 978-1-4088-8190-3 (englisch).
- The Pale Dreamer (A Bone Season Novella). Bloomsbury Academic, London 2016, ISBN 978-1-4088-8417-1 (englisch).
  - als Hörbuch: The Pale Dreamer. gelesen von Alana Kerr Collins, Audible Studios On Brilliance 2017, ISBN 978-1-5366-8363-9 (englisch).
- The Dawn Chorus (Novelle). Bloomsbury, London 2020, ISBN 978-1-5266-0848-2 (englisch).

### DieRoots of ChaosSerie
- The Priory of the Orange Tree (2019). Deutsch: Der Orden des geheimen Baumes. Übersetzung: Wolfgang Thon:
  - Die Magierin: Roman (Königin von Inys, Band 1), Penhaligon Verlag, München 2020, ISBN 978-3-7645-3239-0.
  - Die Königin: Roman (Königin von Inys, Band 2), Penhaligon Verlag, München 2020, ISBN 978-3-7645-3240-6.
- A Day of Fallen Night (2023). Deutsch: Das Kloster des geheimen Baumes. Übersetzung: Wolfgang Thon:
  - Die Thronfolgerin: Roman (A Day of Fallen Night , Band 1). Penhaligon Verlag, München 2023, ISBN 978-3-7645-3296-3.
  - Die Drachenreiterin: Roman (A Day of Fallen Night, Band 2). Penhaligon Verlag, München 2023, ISBN 978-3-7645-3297-0.

### Kurzgeschichten
- Amrita (2013) in Vogue Indien.
- Marigold. in: Amerie (Hrsg.): Because You Love to Hate Me: 13 Tales of Villainy. Bloomsbury, London 2017, ISBN 978-1-4088-8276-4 (englisch).